# 盛興唐
盛興唐（？—？），號任菴，广西桂林府灌阳县人。明朝政治人物。

## 生平
天啓元年（1621年）辛酉科广西鄉試四十五名舉人，二年（1622年）壬戌科進士。三年授湖广耒阳县知县，五年考察，崇祯二年补宝庆府，升福建诏安知县。五年被革职。

## 家族
祖盛邦彦，父盛时臣。